# Szkoła Podstawowa im. Jana Kochanowskiego w Szówsku
Szkoła Podstawowa im. Jana Kochanowskiego w Szówsku – szkoła o charakterze podstawowym w Szówsku.

## Historia
Początki szkolnictwa w Szówsku są datowane na 1868 rok, gdy powstała szkoła trywialna. Przydatnym źródłem archiwalnym do poznawania historii szkolnictwa w Galicji są austriackie Szematyzmy Galicji i Lodomerii, które podają wykaz szkół ludowych, wraz z nazwiskami ich nauczycieli. W latach 1868–1873 szkoła była trywialna, w latach 1873–1874 szkoła była ludowa, w latach 1874-1894 szkoła była 1-klasowa, a od 18794 roku 2-klasowa. Szkoły wiejskie początkowo były tylko męskie, a od 1890 roku mieszane (koedukacyjne). 
Szkoła w Szówsku od 1892 roku posiadała nauczycieli pomocniczych, którymi byli: Seweryna Karasińska (1892–1904), Helena Milkówna (1904–1905), Anna Novakówna (1905–1906), Julia Ostrowska (1906–1914?), Helena Kaczmarska (1908–1914?), Jan Weiss (1910–1912), Franciszka Szwajlik (1912–1914?).
11 listopada 1984 roku szkole nadano imię Jana Kochanowskiego. W 1999 roku na mocy reformy oświaty zorganizowano 6-letnią szkołę podstawową i 3-letnie gimnazjum, a w 2008 roku utworzono Zespół Szkół w Szówsku. W 2017 roku na mocy reformy oświaty przywrócono 8-letnią szkołę podstawową.
1868–1873. Józef Gliwa.
1873–1876. Franciszek Gliwa.
1876–1904. Bronisław Karasiński.
1904–1905. Seweryna Karasińska.
1905–1921. Jan Cieszanowski.
1921–1932. Jan Kalinowski.
1933–1939. Józef Drzewicki.
1939–1940. Ludwik Rajchel.
1940–1951. Stanisław Guziński.
1951–1973. Józef Ochęduszko.
1973–1991. Zbigniew Romankiewicz.
1991– ?. Bogusława Kłak.
? –2018. Krzysztof Szykuła.
2018–2023 Bożena Szykuła
od 2023 Joanna Czyż.